# Priscilla (film)
A Priscilla 2023-ban bemutatott amerikai életrajzi filmdráma, amelynek forgatókönyvírója, rendezője és társproducere Sofia Coppola. A film Priscilla Presley (aki egyben vezető producer is) és Sandra Harmon 1985-ös Elvis and Me című memoárja alapján készült. A főbb szerepekben Cailee Spaeny és Jacob Elordi látható.
A Priscilla világpremierje 2023. szeptember 4-én volt a 80. Velencei Nemzetközi Filmfesztiválon, Amerikában pedig az A24 forgalmazásában 2023. október 27-én került a mozikba. 2023. november 3-án széles körben is bemutatták. Magyarországon 2024. február 1-én jelent meg az ADS Service forgalmazásában. Általánosságban pozitív véleményeket kapott a kritikusoktól, és világszerte 33 millió dolláros bevételt gyűjtött. Spaeny-t az alakításáért a legjobb színésznőnek járó Golden Globe-díjra jelölték.

## Cselekmény
1959-ben Priscilla Beaulieu a családjával a németországi Bad Nauheimben él, ahol apja az amerikai hadseregben szolgál. A katonai bázison rendezett partin Priscilla találkozik Elvis Presley hírneves énekessel, akit népszerűsége csúcspontján besoroztak a hadseregbe. Elvis azonnal érdeklődést mutat Priscilla iránt, és a két fél randevúzni kezd, a szülők Elvis sikere miatti aggodalmuk ellenére. Elvis végül visszatér az Egyesült Államokba a szolgálata után, és megszakad a kapcsolata Priscillával, aki emiatt elkeseredik. 1962-ben Elvis újra találkozik Priscillával, szerelmet vall neki, és megkéri, jöjjön az Egyesült Államokba, hogy vele éljen a Tennessee állambeli Memphisben lévő birtokán, Gracelandben. Elvis repülőjegyet vesz Priscillának egy látogatásra, amelynek során Elvis, barátai és üzlettársai, valamint szeretett nagymamája fogadja.
A pár a nevadai Las Vegasba utazik, ahol Priscilla vényköteles gyógyszereket kezd szedni. A zilált Priscilla visszatér Németországba, és Elvis segítségével meggyőzi vonakodó szüleit, hogy engedélyezzék a Gracelandbe való költözést, és 1963-ban Memphisben fejezze be a középiskola utolsó évét. Míg az Elvisszel töltött idő Gracelandben kellemesen telik, Priscillát a katolikus gimnáziumban a vele való kapcsolata miatt a rajongás és a gúny tárgyaként kezelik. Bár Elvis nagymamája és a Gracelandben dolgozók szívesen látják. Priscilla hamarosan azon kapja magát, hogy Elvis apja és mostohaanyja irányítja, és Elvis hosszú Los Angeles-i utazásai során, ahol egy zenés vígjátéksorozatot forgat, elszigetelve érzi magát. Egy alkalommal Elvis megkéri Priscillát, öltözzön modellnek neki és barátainak, és arra ösztönzi, hogy újítsa meg a külsejét: fesse be a haját feketére és tegyen fel műszempillát. Az életében kialakult új körülmények miatt Priscilla figyelmét elvonják, és épphogy csak sikerül leérettségiznie.
Priscilla elszigetelődése és életének megosztottsága kezdi megterhelni mentális állapotát, amit tovább rontanak az Elvis állítólagos hűtlenségéről szóló, nagy nyilvánosságot kapott pletykák, többek között a színésztársával, Ann-Margret-tel folytatott viszonyáról. Priscilla váratlanul megjelenik Los Angelesben, hogy szembeszálljon Elvisszel a viszony miatt, azonban alulmarad, amikor Elvis megfenyegeti őt, és ragaszkodik hozzá, hogy meg kell tanulnia elfogadni a férfi bánásmódját. Végül 1967-ben Elvis megkéri Priscilla kezét, és összeházasodnak.
Boldogságuk azonban múlandó, mivel Elvis szakmai nyomása és súlyosbodó drogfüggősége rossz hatással van a pár kapcsolatára. Priscilla hamarosan teherbe esik, és 1968 elején megszüli lányukat, Lisa Marie-t, miközben Elvis az NBC Comeback különkiadására készül. Priscilla nehezen boldogul a kapcsolatukban, mert Elvis érzelmileg egyre ingatagabbá válik, és végül külön életet kezdenek élni. Priscilla ideje nagy részét Kaliforniában tölti, és komoly kapcsolatba kerül Mike Stone karatetanárral. Amikor Priscilla 1973-ban egy fellépés után meglátogatja Elvist a szállodai szobájában, részegen találja.
Később közli vele, hogy be fogja nyújtani a válókeresetet. Miután ellátogat Gracelandbe, és elbúcsúzik a házvezetőnőktől és Elvis nagymamájától, Priscilla távozik, miközben több Elvis-rajongó a birtok kapuja előtt várakozik.

## Szereplők
| Szerep                               | Színész           | Magyar hang       |
| ------------------------------------ | ----------------- | ----------------- |
| Priscilla Presley                    | Cailee Spaeny     | Rudolf Szonja     |
| Elvis Presley                        | Jacob Elordi      | Fehér Tibor       |
| Paul Beaulieu, Priscilla mostohaapja | Ari Cohen         | Hirtling István   |
| Ann Beaulieu, Priscilla édesanyja    | Dagmara Domińczyk | Dobó Enikő        |
| Vernon Presley, Elvis apja           | Tim Post          | Beratin Gábor     |
| Nagymama                             | Lynne Griffin     | Zsurzs Kati       |
| Joe Esposito                         | Daniel Beirne     | Sipka Gábor       |
| Jerry Schilling                      | Dan Abramovici    |                   |
| Larry Geller                         | R. Austin Ball    | Pásztor Tibor     |
| Alberta, a szakács                   | Olivia Barrett    | Garami Mónika     |
| Dee, Elvis mostohaanyja              | Stephanie Moore   |                   |
| Terry West                           | Luke Humphrey     | Kádár-Szabó Bence |
| Mike Stone                           | Evan Annisette    |                   |

### Magyar változat
- Magyar szöveg: ?
- Hangmérnök és vágó: ?
- Gyártásvezető: Szántai Szofi
- Szinkronrendező: Bartucz Attila

A szinkront a Budapest Audio készítette el.

## A film készítése
2022. szeptember 12-én bejelentették, hogy Sofia Coppola rendezi Priscilla Presley Elvis and Me című memoárjának adaptációját, amelynek főszereplői Jacob Elordi mint Elvis Presley és Cailee Spaeny mint Priscilla Presley. A kérdésre, mi késztette arra, hogy Priscilla memoárját adaptálja a következő nagyjátékfilmjéhez, Coppola egy interjúban így válaszolt; „Évek óta megvan az emlékirata, emlékszem, hogy régebben olvastam. Egy barátom nemrégiben beszélt róla, és szóba került a könyv. Újra elolvastam, és nagyon meghatott a története. El kellett volna kezdenem ezt a nagy Edith Wharton-projektet, aminek a forgatása öt hónapig tartott volna, és eléggé ijesztőnek éreztem. Néhány akadályba ütköztem, ezért úgy döntöttem; egyetlen filmet készítek egyetlen ötlettel. Annyira érdekelt Priscilla története és az ő nézőpontja arra vonatkozóan, milyen érzés lehetett tinédzserként felnőni Gracelandben. A fiatal női lét minden szakaszát végigjárta egy ilyen felerősített világban – valahogy úgy, mint Marie Antoinette.”
Amikor megkérdezték, miért Cailee Spaeny volt a megfelelő választás Priscilla szerepére, Coppola így nyilatkozott: „A karakter 15 éves korától 27 éves koráig jut el a film során, így képesnek kellett lennie arra, hogy eljátssza és megöregedjen egy nagy időintervallumon keresztül. Nagyon fontos volt számomra, hogy ugyanaz a színésznő játssza Priscillát az életének különböző szakaszaiban, és úgy gondolom, Cailee képes erre. Ő egy nagyon erős színésznő, és nagyon fiatalnak is mondható.” Jacob Elordi Elvis szerepéről Coppola elmondta: „Azt hittem, senki sem fog úgy kinézni, mint Elvis, de Jacobnak ugyanolyan vonzereje van. Annyira karizmatikus, és a lányok megőrülnek érte, így tudtam, hogy képes lesz eljátszani egy ilyen romantikus ikont. De még a forgatás megkezdése előtt beszélgetünk, úgyhogy nem tudok túl mélyen belemenni a dologba.”
A Priscilla forgatása 2022. október 24-én kezdődött Torontóban, és december elején fejeződött be.